# Калхун (окръг, Южна Каролина)
Окръг Калхун (на английски: Calhoun County) е окръг в щата Южна Каролина, Съединени американски щати. Площта му е 1015 km², а населението – 14 119 души (1 април 2020). Административен център е град Сейнт Матюз.